# Melanargia lucasi
Melanargia lucasi är en fjärilsart som beskrevs av Jules Pièrre Rambur 1858. Melanargia lucasi ingår i släktet Melanargia och familjen praktfjärilar. Inga underarter finns listade i Catalogue of Life.